# 宇宙人 (台湾のバンド)
宇宙人（うちゅうじん、中国語: 宇宙人、英語: Cosmos People）は、台湾のバンド。

## 来歴
- 2004年に高校の同級生だった小玉（シャオユー）と阿奎（アークェ）によって結成し、2009年にCDデビュー。
- 幾度かのメンバー・チェンジを経て、現在は高校の先輩であった方Q（ファンキュー）を加えて3人組となっている。

方Qは2010年まで這位太太というバンドで活動。休止後で宇宙人加入前に音楽留学。小玉・阿奎は方Qの留学期間に兵役についている。
- デビュー当時、全身タイツを着たり変わった髪型をしたりと、コミックバンド（KUSO樂團）のようなポジションであった。
- 兵役中にファンが離れ、兵役終了後、1年近くほとんど仕事がなく「前途がない」と言われていたが、アメリカのSXSW2013、日本のサマーソニック2014に出演（直前に出演取り消しをした人の代わりとして出演した）。
- サマーソニック出演を機に日本デビュー。以降、その実力と注目度は台湾を飛び越えて急上昇中。
- 2016年以降、単独ライブや台湾観光局やスペースシャワー主催のイベントなどで来日し日本でも活動している。
- 2017年4月4日から放送の『テレビで中国語』のOPテーマ曲に3rdアルバム『一萬小時』収録の「那你呢」が起用されている。この曲のMVは東京都内で撮影された。MVは都内の有名地（渋谷交差点等）からインスピレーションを得ているという（『テレビで中国語』2017年8月29日放送分「OH! ようこそ日本へ」内でのインタビューにて）。
- 2017年7月、はじめて単独でのホール（TICC)での大型ライブを行う。
- 2018年4月5日放送の『2度目の台湾・タイホク編～ちょっとディープな海外旅行～』（NHK BSプレミアム）に出演した[1]。
- 2018年4月29日、二度目のTICCライブのチケットは発売開始1分経たずに完売した。[2]

このライヴで、6月からフェスなどを含めたワールドツアーと、翌年の台北アリーナでのコンサートが発表された。
- 2018年6月～10月

ワールドツアー我們的探險計畫
フランス(カンヌ・パリ)、中国大陸(廈門、深圳、廣州、北京、杭州、上海、香港）日本(神戸六甲山フェス:豪雨災害により中止)、台湾(高雄、台中)、中国大陸(成都:追加公演)、シンガポール、マレーシア、日本(大阪、東京)、台湾(台北)
2020年2月8日台北小巨蛋での初のライブを開催。
新型コロナウイルスの流行が始まっているなか台北小巨蛋で旧歴の新年以降に行われた初めてのライブでもあった。入場前全員検温(37.5℃以上は入場不可)・マスク着用・手指消毒の徹底の上開催。すでに始まっていた中国からの入国規制により数百名のチケットがキャンセルとなった。
2020年2/29、3/1で大阪・東京で行われる予定であったライブは新型コロナウイルスの影響により来日を断念し中止。
のちに自身の主演映画52hzのラブソングの再上映時、日本のファンに向けたスペシャルメッセージで小玉は『まだ果たせてない約束があります』と話す。

## メンバー
- 小玉（シャオユー、1986年1月2日 - 、本名：林忠諭）
  - ボーカル＆キーボード、宇宙人の楽曲の作詞・作曲を担当。
  - 2017年春節映画『52hz, I LOVE YOU』（邦題『52hzのラヴソング』、魏聖徳 監督）にメインキャスト（小安役）として出演。

- 阿奎（アークェ、1986年4月10日 - 、本名：陳奎言）
  - ギター、リーダー、コーラス担当。（右脳 Right Now より作詞・作曲）
  - 2012年映画『逆行飛翔』（邦題『光にふれる』）に主人公の友人役として出演。
  - 2017年2月公開アニメ映画『樂高蝙蝠侠』（邦題『レゴバットマン』）にメインの悪役小丑（ジョーカー）の声優を担当。

- 方Q（ファンキュー、1983年12月17日 - 、本名：方奎棠）
  - ベース、コーラス担当。（右脳 Right Now より作詞・楽曲構成など）
  - 2017年2月公開アニメ映画『樂高蝙蝠侠』（邦題『レゴバットマン』）に超人（スーパーマン）の声優を担当。

小胖(シャオパン　　本名唐承運)
- - ドラム　マスタリングなどを担当

契約上正式メンバーではないが、実質的に宇宙人のドラマー。
2020年、宇宙人の初台北小巨蛋コンサートにおいて最後の曲でのメンバー紹介時、ボーカルの小玉はサポートミュージシャンとしてではなく、方Q、阿奎の紹介のあとに自分ではなく『鼓手　小胖』を紹介したあとに自分の紹介をしたことから宇宙人のメンバー三人は小胖をメンバーと捉えているのが窺える。
そのためコアなファンほど『宇宙人は四人』という認識が強いと言われている。

### 元メンバー
- 陳威達（1985年12月13日 - ）：ベース
- 魏鴻柏（1987年8月4日 - ）：ドラム

## ディスコグラフィー

### 台湾で発表された作品

#### アルバム
- 宇宙人同名專輯（1st アルバム）（2009年9月4日発売）
- 001.5名偵探敗給心上人（EP（DVD付））（2010年9月3日発売）
- 地球漫步（2nd アルバム）（2012年10月5日発売）
- 一萬小時（3rd アルバム）（2015年6月3日発売）
- 右脳RIGHT NOW（４ｔｈ アルバム）（２０１７年１０月６日発売）

#### シングルス
- 不簡單 Not Easy（2016年4月発売）

#### 配信シングル
2019年
- 一桌菜
- 禁止觸摸
- 陪我玩
- 你的宇宙(YOUNIVERSE)

2020年
- 先這樣 Uh

### 日本で発表された作品

#### アルバム
| 順   | タイトル                          | 発売日                  | 販売形態 | レコードNo: | 備考 |
| ---- | --------------------------------- | ----------------------- | -------- | ----------- | --- |
| 1    | Cosmology『コスモロジー』         | 2014年8月6日            | CD       | PCD-24359   | ボーナス・トラック大滝詠一「幸せな結末」の録りおろしカバー収録                                                                       |
| 2 ３ | Cosmology『TIME LAPSE』 RIGHT NOW | 2016年2月 2017年11月8日 | EP CD    | PECF-3161   | 初のオール日本語作品！(新曲&セルフカバー)全6曲収録。 台湾オリジナル版をベースに8曲目を日本語曲に変更。日本でのライブ音源などを収録。 |